# 우나 파밀리아 콘 수에르테
《우나 파밀리아 콘 수에르테》(스페인어: Una familia con suerte)은 2011년 방영된 멕시코의 텔레노벨라이다.